# Robin Hood's Bay
Robin Hood's Bay is een klein vissersstadje op 8 kilometer ten zuiden van Whitby aan de kust van North Yorkshire, Engeland. Het plaatsje is praktisch vastgegroeid aan het dorpje Fylingthorpe. Bay Town, zoals het bekend is bij de inwoners, maakt deel uit van de civil parish Fylingdales en in het gebied rond Whitby Strand. De oorsprong van de naam is onzeker maar het valt te betwijfelen of Robin Hood ooit in de nabijheid is geweest.
De stad bestaat uit een doolhof van kleine straatjes. Ze heeft een smokkelaars-traditie, er zou een netwerk van ondergrondse gangen zijn dat de huizen onderling verbindt. Vissen is altijd de voornaamste wettelijk toegestane bezigheid geweest, maar dit liep erg terug in de 19de eeuw. Nu komt het meeste geld binnen via het toerisme.
De bebouwing ligt tegen een steile heuvel: de hoofdstraat loopt van de top van de heuvel steil af naar zee. Langs deze straat en haar zijstraatjes zijn vele winkeltjes en horecagelegenheden, naast de woningen van de lokale bevolking.
Via het strand kan men bij laag water lopen naar Ravenscar, met een hotel boven op de klif. Bij hoog water is er ook een route bovenlangs, enkele tientallen meters boven het strand. Tussen het stadje en Ravenscar zijn diverse punten waar het gevaar voor insluiting door de opkomende zee bestaat. Vanaf het strand is het op die plaatsen niet mogelijk om op het vasteland te komen door steile rotsen waarvan de basis onder water komt bij vloed.
Robin Hood's Bay is ook bekend om de grote hoeveelheden fossielen die men op het strand kan vinden.

De 'Coast to Coast Walk' (langeafstandswandelpad (National Trail)), die in St Bees aan de Ierse Zee begint en ruim 300 km door Noord-Engeland baant, eindigt hier.
In 1965 is het station gesloten. Het dichtstbijzijnde station is nu Whitby railway station in Whitby. De stad is per auto te bereiken via de A171.
De plaatselijke krant "Bayfair" bevat nieuws en plaatselijke informatie over de stad. Draadloos internet wordt voor de hele stad verzorgd door The Bay Broadband Co-operative.

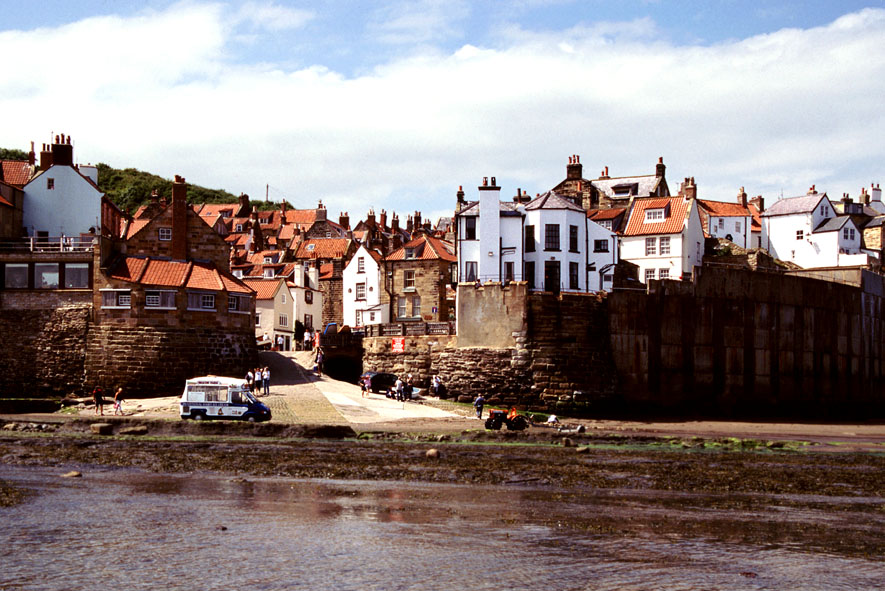
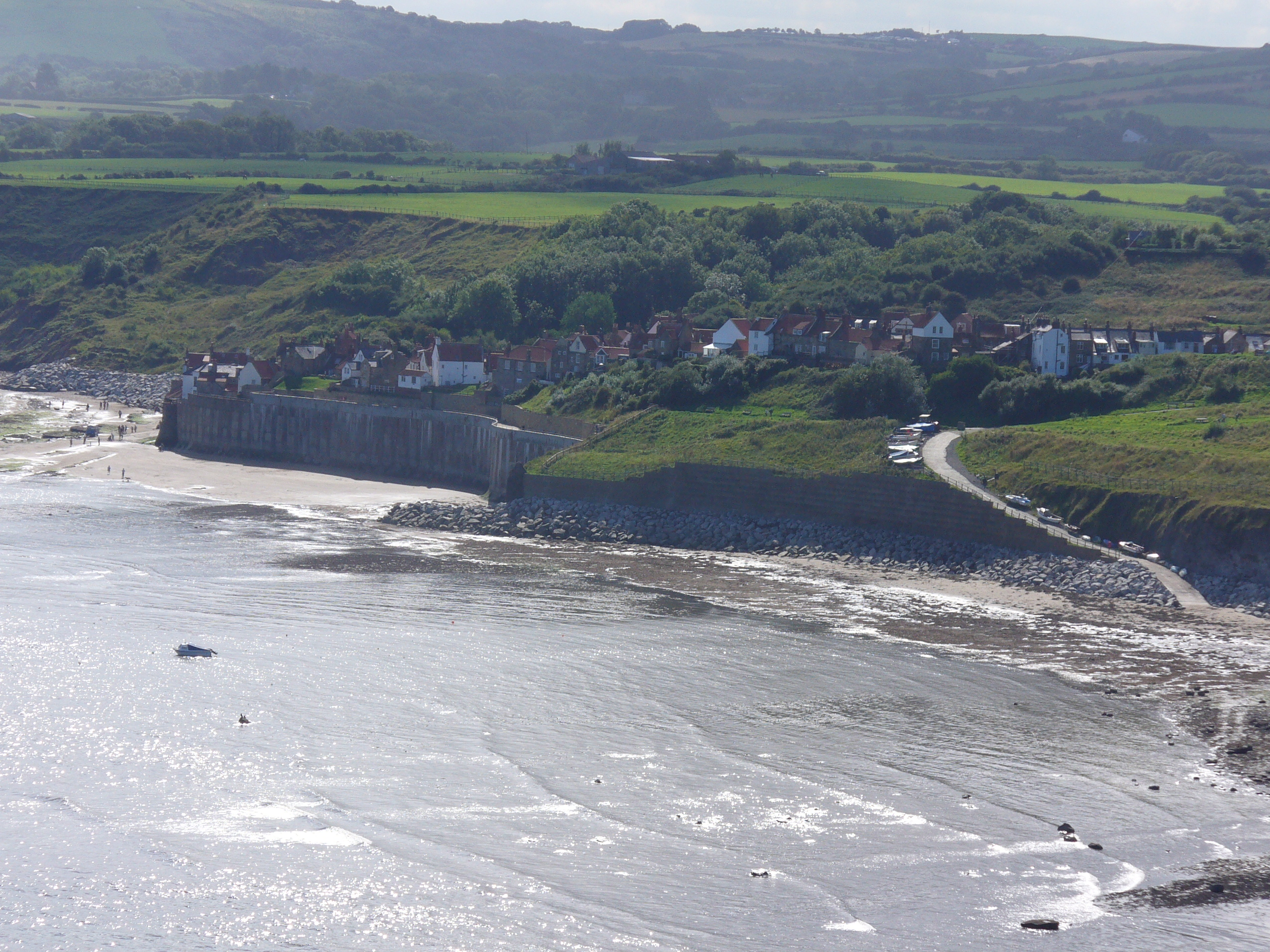
Robin Hood's Bay vanaf de Cleveland Way.